# Tom Angelripper
Tom Angelripper (pseudônimo de Thomas Such, nascido em 19 de fevereiro de 1963) é um músico alemão, mais conhecido como o vocalista, baixista, fundador e principal compositor da banda de thrash metal alemã Sodom.

## Biografia
Vocalista e baixista do Sodom, uma das bandas mais respeitadas na cena Thrash Metal mundial, Angelripper foi inspirado pelo Motörhead e, sua banda favorita, o Slayer. O frontman formou o Sodom juntamente com o guitarrista Frank "Aggressor" Testegen e o baterista Rainer "Bloody Monster" Focke, em 1982, na época em que trabalhavam nas minas de carvão.
Fundou também a banda chamada Onkel Tom Angelripper que toca versões de metal Schlagers, canções de bebida e músicas natalinas. Além disso, trabalhou com um projeto paralelo a turnê do Sodom, com o guitarrista Alex Kraft, chamado Desperados que contou com uma temática heavy metal. Essa banda mais tarde evoluiu de forma independente sob o nome de Dezperadoz, mas, ocasionalmente, Angelripper ainda contribui.
Ele também toca em vários projetos, como as bandas alemãs "Bassinvaders" e "Die Knappen".

## Discografia

### com Sodom
- 1984 - In the Sign of Evil
- 1986 - Obsessed by Cruelty
- 1987 - Persecution Mania
- 1989 - Agent Orange
- 1990 - Better off Dead
- 1992 - Tapping the Vein
- 1994 - Get What You Deserve
- 1995 - Masquerade in Blood
- 1997 - 'Til Death Do Us Unite
- 1999 - Code Red
- 2001 - M-16
- 2006 - Sodom
- 2007 - The Final Sign of Evil
- 2010 - In War and Pieces
- 2013 - Epitome of Torture

### como Onkel Tom Angelripper
- 1996-  Ein schöner Tag...
- 1998-  Ein Tröpfchen voller Glück
- 1999-  Ein Strauß bunter Melodien
- 2000-  Ich glaub' nicht an den Weihnachtsmann
- 2011- Nunc Est Bibendum
- 2014- H.E.L.D.